# Palazzo Riario Sforza-Zampaglione
Il Palazzo Riario Sforza-Zampaglione (già palazzo del duca di Gallo) è un palazzo storico di Napoli, ubicato tra la via Santa Maria in Portico e la Riviera di Chiaia.

## Storia
Come altre costruzioni nobiliari affaccianti sulla Riviera di Chiaia risale al primo quarto del XVII secolo, in quanto già visibile nella veduta di Napoli del Baratta del 1629. Poco e nulla si sa sulla sua storia e sulla successione delle famiglie proprietarie per circa due secoli. Nel catasto provvisorio del 1815, voluto da re Murat, è intestato a tale Innocenzo Villani; tuttavia in anni immediatamente successivi venne acquistato e ingrandito da Marzio Mastrilli (1753-1833), duca di Gallo e importante ministro sia al servizio di Ferdinando di Borbone sia di Giuseppe Bonaparte. Successivamente venne messo in vendita dagli eredi e acquistato dalla nobile famiglia calitrana dei Zampaglione (leggasi la pagina n.9). Allo stato attuale è adibito ad appartamenti (alcuni dei quali ancora posseduti dai discendenti dei baroni Zampaglione) e studi professionali. In anni recenti vi è sorta anche una struttura ricettiva .
Il palazzo si presenta come un sobrio ed esteso edificio di cinque piani in stile neoclassico. Sul prospetto principale in via Santa Maria in Portico si apre al centro del basamento in bugnato liscio un semplice portale in piperno dall'arco a tutto sesto, sulla cui chiave di volta è collocato uno scudo marmoreo raffigurante lo stemma della famiglia Riario Sforza (apposto in seguito ad un matrimonio avvenuto nella seconda metà del XIX secolo tra le famiglie Riario Sforza e Zampaglione). Viceversa l'interno si articola in una composita sequenza di cortili, sottopassi e scale, dovuta agli ampliamenti apportati soprattutto dal duca Mastrilli negli anni venti del XIX secolo (probabilmente fu allora che il palazzo "raggiunse" la via Fratelli Magnoni, aggirando il contiguo Palazzo Battiloro).